# Camponotus sellidorsatus
Camponotus sellidorsatus är en myrart som beskrevs av Prins 1973. Camponotus sellidorsatus ingår i släktet hästmyror, och familjen myror. Inga underarter finns listade.